# Довговусі прямокрилі
Довговусі прямокрилі (Ensifera) — підряд комах ряду Прямокрилі (Orthoptera). Латинська назва грипи — «Ensifera» перекладається як «мечоносець», що вказує на довгий лезоподібний яйцеклад самиць. Представники підряду відрізняються довгими щетинковидними антенами, що перевищують довжину тіла комахи. Орган слуху (якщо він є) розташований на гомілках першої пари ніг. Підряд містить понад 8100 видів.

## Класифікація
- Надродина Grylloidea
  - Gryllidae
  - Gryllotalpidae
  - Mogoplistidae
  - Myrmecophilidae
- Надродина Hagloidea
  - Prophalangopsidae
- Надродина Rhaphidophoroidea
  - Rhaphidophoridae
- Надродина Schizodactyloidea
  - Schizodactylidae
- Надродина Stenopelmatoidea
  - Anostostomatidae
  - Cooloolidae
  - Gryllacrididae
  - Stenopelmatidae
- Надродина Tettigonioidea
  - Haglotettigoniidae
  - Tettigoniidae
- Ensifera incertae sedis
  - Elcanidea
  - Oedischiidea

Найвідомішими представниками групи є коники та цвіркуни.